# Acht Leben
Acht Leben (Originaltitel: 강산무진, Gangsanmujin) ist eine Sammlung von Kurzgeschichten von Kim Hoon. Sie erschien erstmals 2006. Die deutschsprachige Übersetzung erschien 2015.

## Inhalt

### Abschiedsgeleit
Wegen einer Demonstration von Studenten ist in Seoul Stau. Der Taxifahrer Jangsu Kim fährt eine Mutter mit ihrem Kind, die am Handy erfährt, dass ihr Mann im Krankenhaus gestorben sei. Da sie nicht rechtzeitig dort ankommen können, steigen sie aus und nehmen stattdessen die U-Bahn.
Daraufhin meldet sich Yunae. Sie war Buchhalterin in Kims Firma für Krabbenkonserven, die während der Asienkrise Insolvenz anmelden musste. Danach musste Kim die beschwerliche Stelle als Taxifahrer annehmen. Kim erinnert sich an die gemeinsamen Fahrten im LKW, während der er von Yunae sexuell erregt worden ist. In einem schäbigen Provinzhotel kam es auch einmal zwischen ihnen zum Geschlechtsverkehr. Yunae ist heute eine erfolgreiche Geschäftsfrau und hat von ihrem Mann, mit dem sie ein paar Jahre lang in Laos gelebt hat, ein Kind.
Nach dem Anruf geht sie mit Kim zum Essen und danach fährt er sie nach Hause.

### Einäscherung
Der Erzähler begleitet seine Frau, die an einem Gehirntumor leidet, bis zu ihrem Tod. Während dieser Zeit bekommt er eine schmerzhafte Prostataentzündung. Der Erzähler arbeitet für ein Kosmetikunternehmen und denkt manchmal an Eunju Chu, eine Kollegin, die in der Firma angestellt gewesen war und später gekündigt hat. Nach dem Tod seiner Frau lässt er den Hund einschläfern, da er ihm zu viel wird. Seine Frau hat ihm den Namen Bodhi gegeben, da sie an dessen Reinkarnation als Mensch glaubte.

### Seezeichen
Es wird die Geschichte von Cheul Kim, der einen Leuchtturm auf der Insel Sora instand halten muss und Gonsu Song, der als Bulldozerfahrer auf einer Baustelle arbeitet, erzählt. Cheul Kim möchte sich zum Aushilfslehrer weiterqualifizieren und seine Frau, die ein Kind von ihm bekommt, plant, ein Geschäft zu eröffnen. Gonsu Song hat den Beruf des Bulldozerfahrers angenommen, da er in der Asienkrise seine Stelle als Führungskraft in einem Industrieunternehmen verloren hatte. Er plant aber, den Beruf zu wechseln. Cheul Kim bekommt eine Meldung von der Behörde, dass ihn von nun an Gonsu Song unterstützen wird.

### Knochen
Zwei Studenten unternehmen eine Exkursion ins Gebirge. Dort fällt ihnen ein Kloster auf und sie merken, dass ihre Gedanken besinnlicher werden. Während dieser Expedition graben sie die Überreste einer Frau aus dem sechsten Jahrhundert aus. Während einer der Studenten danach sein Studium abbricht, promoviert der andere. Die Kiwonha genannte Leiche befindet sich  heute in einem Ausstellungsraum der Universität.

### Die langen Schatten der Heimat
Der Erzähler, ein Polizist, wird beauftragt einen Verbrecher, der sich auf einem Fischkutter aufhält zu verhaften. Bei der Fahrt von Seoul aufs Land wird der Erzähler Zeuge eines schweren Verkehrsunfalls. In Gedanken ist er bei seiner Tochter, die gerade lernt, auf die Toilette zu gehen und bei seiner Mutter, die an Alzheimer leidet. Als er nach Seoul zurückkehrt wird er wegen Unfähigkeit vor Gericht vorgeladen, da es ihm nicht gelungen ist, den Verbrecher zu verhaften.

### Die Wechseljahre meiner großen Schwester
Der Erzähler begleitet seine Schwester durch eine schwierige Zeit. Neben den ersten Anzeichen der Wechseljahre kommt auch ihr Schwager bei einem Flugzeugabsturz ums Leben. Während dieser Zeit leidet sie an Menstruationsbeschwerden und wird sehr geruchsempfindlich. Ihre Tochter studiert in den USA und besucht sie während der Trauerzeit. Sie merkt auch, dass ihr Ehemann untreu gewesen ist. Bei einer Wanderung mit ihren Schwestern zu einem Kloster fällt ihr auf, dass das Schriftzeichen für Sutra und Menstruation dasselbe ist.

### Ferne irdische Welt
Die Erzählung beginnt bei einem Boxkampf der von der Firma Nirvana, die ein Potenzmittel herstellt, gesponsert wird. Der Erzähler erinnert sich an die Zeit in einem abgelegenen Kloster und daran, dass sein Abt einen Kriminellen aufnahm, der einen gewaltsamen Umsturz geplant hatte. Für diesen sollte der Erzähler ein Mittel gegen dessen Rückenschmerzen besorgen. Am Ende wurden der Kriminelle und der Abt verhaftet.

### Gangsanmujin, Panorama des Lebens
Nach seiner Krebsdiagnose plant der Erzähler, ein leitender Angestellter in der Textilindustrie für die Zeit nach seinem Tod. Er erinnert sich daran, dass ihn der Lebensstil der amerikanische Soldaten zum Rauchen verleitet hat und dass die Wasserlilien für ihn besondere Pflanzen sind. Er bekommt Besuch von seiner Tochter und seinem Sohn, der in den USA lebt, schlägt ihm eine Einweisung in ein amerikanisches Hospiz vor. Vor seiner Abreise die Schriftrolle Gangsanmujin des Malers Yi In-Mun, der an der Wende zum 19. Jahrhundert lebte, im Museum.

## Kritik
„.Kim Hoons Erzählstil ist daher nüchtern und präzise, wirkt aber bisweilen poetisch, auch weil die Handlungsstränge in die detaillierten und metaphorischen Beschreibungen der Arbeitswelten und Milieus der Protagonisten eingebettet sind.“

## Ausgaben
- Kim Hoon: Acht Leben. Erzählungen Septime, Wien 2015, ISBN 978-3-902711-45-8